# Legionários de Cristo
A Congregação dos Legionários de Cristo, ou Legião de Cristo (LC), é uma congregação religiosa católica de direito pontifício, fundada em 1941, na Cidade do México por Marcial Maciel Degollado. A congregação declara: “Em sua missão de formar apóstolos, líderes cristãos a serviço da Igreja, os Legionários tornam presente o mistério de Cristo, que reúne os apóstolos em torno de si, revela-lhes o amor de seu coração, forma-os e os envia para colaborar com ele no estabelecimento de seu Reino.”. A congregação forma parte do Regnum Christi, que é uma federação católica também formada por leigos, consagradas e leigos consagrados.
O amor a Cristo é, para os legionários, uma experiência pessoal. Por meio do Evangelho, da cruz e da Eucaristia, os legionários conhecem a Cristo intimamente e o amam de maneira apaixonada, abraçando-o como modelo de santidade. Sua espiritualidade é centrada em Cristo, com uma ênfase particular no Sagrado Coração de Jesus em sua vocação como religiosos e sacerdotes.
O amor por Maria flui da imitação de Cristo; a Virgem Santíssima é amada como Mãe da Igreja e da vocação individual do legionário. Os legionários consagram suas vidas espirituais e apostólicas aos seus cuidados e procuram assumir suas virtudes de fé, esperança, caridade, obediência a Deus, humildade e cooperação com o plano de redenção e justiça de Cristo. O amor pelas almas é expresso em um desejo ardente de espalhar o reino de Cristo neste mundo. Os legionários tentam usar todos os momentos de seu tempo para ajudar o maior número de almas a conhecer e amar a Cristo.
A Legião se apresenta como dedicada ao avanço da missão da Igreja no mundo e, para esse fim, pretende submeter os candidatos a uma formação de quatro dimensões: humana, espiritual, intelectual e apostólica. A congregação é considerada por diversos segmentos da sociedade como ultraconservadora. A congregação possui um extenso patrimônio e exerce significativa influência em diversas instâncias da sociedade e da Igreja Católica. Tem sido descrita como uma ordem "conservadora", um "culto secreto", cuja capacidade de atrair um grande número de "jovens católicos para as vocações religiosas" e grandes donativos financeiros a tornaram "favorita" do Vaticano; e cuja tónica é "evangelizar os líderes da sociedade [...] os ricos e poderosos", na esperança de que isso multiplique "o impacto benéfico na sociedade".

## O Legionário
Como sacerdote religioso segundo o carisma do Regnum Christi, o Legionário, ao experimentar profundamente o amor misericordioso de Deus, sente a urgência de respondê-lo com um amor pessoal e apaixonado, colocando toda a sua vida ao serviço e edificação da Igreja para a salvação das almas, por meio da oração, do seu testemunho de vida e do apostolado.
Fiel ao Espírito Santo, o Legionário busca a própria santificação no seguimento de Cristo mediante a profissão e vivência dos conselhos evangélicos, na vida fraterna em comum e na ardente ação apostólica.

## O Fundador
Após as denúncias, as investigações e as constatações dos abusos sexuais cometidos por seu fundador Marcial Maciel, a congregação foi submetida a uma intervenção da Santa Sé. Após um período de visitação em 2010 feita por bispos nomeados pelo papa Bento XVI, que confirmou a "conduta gravíssima e objetivamente imoral" de Maciel, a congregação ficou submissa a um delegado pontifício, Dom Velasio De Paolis, que conduziu a reforma da congregação religiosa.[ligação inativa]

## Espiritualidade
A espiritualidade do Legionário se exprime em cinco amores: amor a Cristo, à Virgem Maria, às almas, à Igreja, ao Papa e ao Regnum Christi. Para o Legionário, Jesus Cristo é o critério, o centro e o modelo de toda sua vida religiosa, sacerdotal e apostólica. Buscamos conhecê-lo, amá-lo e experimentá-lo intimamente, sobretudo no Evangelho, na Eucaristia e na Cruz, e procuramos imitá-lo de modo especial na entrega ao próximo. O Legionário tem na devoção ao Sagrado Coração, um caminho privilegiado para formar seu coração sacerdotal e propagar o Seu Reino no mundo.
O espírito do Legionário é contemplativo e evangelizador. Pelo seu caráter contemplativo, o Legionário busca a união com Deus e dá prioridade à ação divina na sua própria santificação e apostolado; por seu caráter evangelizador, entrega-se com zelo à missão de anunciar o Reino e de fazer chegar a luz do Evangelho a todo o mundo.
A caridade, pregada e vivida por Cristo no Evangelho, é o coração do espírito da Legião. Ela nos inspira à doação ao próximo.
O nome “Legionários de Cristo” é expressão de uma espiritualidade cristocêntrica. Para cada legionário, Jesus Cristo é o critério, o centro e o modelo de toda a sua vida religiosa, sacerdotal e apostólica.
O Legionário procura conhecer e experimentar Jesus Cristo intimamente, especialmente no Evangelho, na eucaristia e na cruz. Ele se esforça para amá-lo com um amor pessoal e apaixonado. Propõe-se a imitá-lo e pregar sua palavra aos outros. Os Legionários fomentam um amor terno e filial a Maria, Mãe da Igreja e mãe de sua vocação. A Ela dedicam sua vida religiosa, seu sacerdócio e o seu apostolado.
Eles a veneram com devoção genuína, buscando imitar suas virtudes, sobretudo sua fé, esperança e caridade, sua obediência, humildade e sua cooperação no plano redentor de Cristo. Amam apaixonadamente a Igreja, continuando a missão de Cristo em favor da extensão do seu Reino na Terra; junto à Igreja e ao passo da Igreja, expressamos nosso profunda união com Cristo. Os Legionários aderem com amor ardente e pessoal ao Vigário de Cristo na Terra. Estudam com interesse seus escritos e divulgam seus ensinamentos e suas iniciativas. Defendem o carisma de seu primado e Magistério.
Louvam com um espírito de fé os Bispos em comunhão com o Romano Pontífice, como sucessores dos apóstolos e testemunhas da verdade divina e católica. Esforçam-se para colaborar com eles na realização dos programas pastorais diocesanos, na formação católica da juventude e da família, na promoção social e na nova evangelização. Somam assim suas forças nas estruturas diocesanas, fazendo com que o carisma recebido de Deus frutifique para o bem da Igreja como um todo. A pregação e extensão do Reino de Cristo é o ideal que inspira, estimula, dirige e molda os fins apostólicos do Legionário. Os Legionários buscam que Cristo reine nos corações e na sociedade, para transformar os homens de acordo com o ideal do ”novo homem em Cristo”, para criar a civilização do amor e da justiça. O coração de toda a espiritualidade da Legião de Cristo é a caridade. O Legionário busca amar todos os homens, comprometendo-se a seu serviço, como o Bom Pastor que dá sua vida pelas ovelhas, sem diferenças de raça, cultura ou condição social.
Os Legionários vivem em comunidade com alegria e união fraterna.

## Formação Integral

##### Formação integral
O objetivo da formação legionária é que o homem que Deus escolheu para o sacerdócio na Legião se torne um sacerdote segundo o coração de Cristo. Nesse sentido, a formação necessita ser personalizada para atender as necessidades específicas de cada candidato; cada jovem possui uma educação e uma bagagem humana, cultural e espiritual, que o faz um ser único. Além disso, cada um tem dons e um tempo de amadurecimento diverso dos outros.
A formação integral responde às diferentes áreas da vida e da vocação: humana, primeiro o homem e depois o santo; espiritual, homem de Deus; acadêmica,
pronto para dar razões da nossa fé; apostólica, para saber como transmitir a mensagem de Cristo a todos os homens. A formação integral resulta de um desejo sincero de viver até as últimas consequências o mandamento da caridade.

##### Formação humana
Esta formação está concentrada nas virtudes humanas, que são o alicerce sobre o qual o Espírito Santo configura a imagem de Cristo em cada pessoa; a santidade pessoal constitui a base da eficácia apostólica.
A Legião promove em cada um dos seus homens a autêntica maturidade: a coerência entre o que se é e o que se professa ser: a sinceridade, lealdade e responsabilidade; a capacidade de tomar decisões prudentes e opções livres e definitivas; a estabilidade de espírito; a integração serena de toda sua personalidade baixo à guia do amor verdadeiro; a atitude de abertura e doação aos outros.

##### A formação espiritual
Chamado a ser ponte entre Deus e os homens, o Legionário necessita, primeiramente, ser homem de Deus. Por isso dedica os primeiros dois anos da sua formação, – o noviciado – inteiramente a Jesus Cristo por meio do recolhimento e da oração para que Ele seja o grande amor e modelo de sua vida.
O Legionário compromete-se a cooperar com a ação santificadora do Espírito Santo em suas almas, alimentando, dia a dia, uma fé profunda, uma esperança gozosa e um amor ardente.

##### Formação intelectual
De acordo com as necessidades da sociedade contemporânea, a Legião de Cristo oferece aos seus membros uma preparação intelectual sólida e profunda para que possam realizar sua missão de transmitir aos homens a luz do Evangelho. Por isso, o Legionário recebe uma formação humanística, filosófica, teológica e pastoral. Busca-se que o Legionário obtenha mestrado ou doutorado em uma destas áreas para poder exercer melhor sua missão como formador.

##### Formação apostólica
O Legionário de Cristo cultiva um zelo ardente para colaborar na missão comum de levar o Reino de Cristo aos homens e à sociedade. Aspira a ser um sacerdote cujo maior interesse é transmitir às pessoas o conhecimento e amor de Jesus Cristo.
Desde o início da sua formação, o Legionário está envolvido de modo gradual na missão apostólica, como a catequese, centros de formação e diversas iniciativas apostólicas e sociais para adolescentes, jovens e adultos promovidas pelo Regnum Christi. Concluídos seus estudos de filosofia, o Legionário dedica dois ou três anos ao apostolado em tempo integral, para que, enriquecido pelo contato e conhecimento direto das necessidades dos homens, possa fortalecer e consolidar sua formação inicial durante o período do estudo da teologia.

## No Brasil
Os Legionários de Cristo estão presentes em diversos centros de formação e evangelização, nas cidades de Porto Alegre, Joinville, Curitiba, São Paulo, Itapecerica da Serra, Arujá, São José dos Campos, Rio de Janeiro e Brasília.

## No Mundo
Atualmente, a Legião de Cristo está presente em 21 países, organizada em 9 territórios de missão (províncias).

### História por ordem cronológica
1920
Em 10 de março nasce Marcial Maciel, futuro fundador da ordem religiosa, em Cotija da Paz, Michoacán (México).
1920 – 1936 Marcial vive em seu povoado natal. O México atravessa uma profunda crise social e religiosa. Está em ação a revolução cristã mais conhecida como Guerra Cristeira ou Cristiada.
1936
Em janeiro Marcial parte até a Cidade do México e inicia sua formação sacerdotal no seminário dirigido pelo Bispo de Veracruz, Mons. Rafael Guízar y Valencia.
1941
3 de janeiro. Em um sótão emprestado em uma casa da Cidade do México, nasce a Legião de Cristo, com um fundador de 20 anos e 13 adolescentes. Conta com o apoio do Bispo de Cuernavaca, Mons. Francisco González Arias.
1944
26 de novembro. O P. Marcial Maciel é ordenado sacerdote por Mons. González Arias na Basílica de Nossa Senhora de Guadalupe, Cidade do México.
1946
Com a finalidade de proporcionar aos membros da congregação uma formação adequada para sua futura missão educativa, o P. Maciel se muda para a Espanha com o primeiro grupo de jovens para cursarem seus estudos humanísticos na Pontifícia Universidade de Comillas.
12 de junho: O P. Maciel visita o Papa Pio XII, que acolhe com especial interesse seu projeto apostólico e educativo, e abençoa a nova congregação.
1948
25 de maio. Pio XII outorga o Nihil obstat à Legião de Cristo. Em 13 de junho a Legião, debaixo da proteção do Bispo de Cuernavaca, converte-se em congregação de direito diocesano.
1949
Começa-se a configurar o que viria a ser o Movimento Regnum Christi.
1950
24 de dezembro.Inaugura-se o primeiro centro de estudos superiores da Legião de Cristo em Roma.
1952
Durante o verão ordenam-se os quatro primeiros sacerdotes legionários.
1954
8 de fevereiro. A Legião de Cristo abre no México sua primeira obra de apostolado, um centro educativo: o Instituto Cumbres.
1956 - Em 1956, o Cardeal Valerio Valeri recebe queixas muito graves de abusos sexuais sobre menores, vindas do México, e suspende Maciel das suas funções. A morte do Papa Pio XII ', em 1958, no entanto, interrompe a investigação. Entretanto, o Cardeal de Roma , Clemente Micara', restitui a Maciel os seus cargos. Nos quarenta anos seguintes, todas as acusações contra Maciel são consideradas calúnias.
1958
12 de dezembro. O Cardeal Vigário de Roma, Clemente Micara, inaugura solenemente a Igreja de Nossa Senhora de Guadalupe encomendada à Legião de Cristo em Roma, que seria declarada basílica menor em 1990.
1964
Fevereiro. Na Cidade do México inaugura-se a Universidade Anáhuac, primeiro centro universitário dirigido pelos legionários.
6 de julho:Iniciam-se as obras do primeiro colégio da corrente Mão Amiga na Cidade do México, na qual as crianças sem recursos econômicos estudam de modo gratuito.
1965
6 de fevereiro. Paulo VI outorga à Legião de Cristo o Decretum Laudis. A congregação passa a ser de direito pontifício.
1970
No mês junho, Paulo VI encomenda aos Legionários de Cristo a prelatura de Cancún Chetumal aonde se inicia um intenso trabalho missionário entre os povos de Yucatán, México.
1971 – 1980
Continua o crescimento apostólico. Ao final desta década a Legião de Cristo conta com dezessete centros educativos e 214 centros destinados à formação.
Em 1976, 1978 e 1989, o Bispo John McGann enviou ao Vaticano uma carta de um ex-padre da Legião de Cristo, acusando Maciel de abusos sexuais, mas nada acontece.
1980
Outubro. Celebra-se em Roma o primeiro Capítulo Geral Ordinário da congregação.
1983
29 de junho. O Papa João Paulo II aprova o texto definitivo das constituições da congregação dos Legionários de Cristo.
1990
Setembro. Inaugura-se o centro de estudos superiores em Via Aurelia Antica, Roma.
1991
3 de janeiro. A Legião de Cristo celebra o 50° aniversário de sua fundação. Por este motivo, o Papa João Paulo II ordena sessenta legionários de Cristo, de sete nacionalidades diferentes na Basílica de São Pedro.
15 de agosto: Abertura do Colégio Internacional Maria Mater Ecclesiae para a formação de futuros sacerdotes diocesanos. O Papa João Paulo II pediu expressamente a fundação deste colégio em outubro de 1990, durante o Sínodo dos bispos sobre a formação dos candidatos ao sacerdócio.
1992
Novembro. Celebra-se o segundo Capítulo Geral Ordinário. Dois dias depois do início, tanto os legionários como os membros do Movimento Regnum Christi, acolhem com grande alegria o anúncio oficial da reeleição do Pe. Marcial Maciel como diretor geral da congregação.
18 de dezembro: Santo Padre recebe em audiência os padres capitulares.
1993
15 de setembro: Abre as portas o Ateneu Pontifício Regina Apostolorum, em Roma.
1994
26 de novembro: Marcial Maciel celebra no México suas bodas de ouro sacerdotais; nessa ocasião 57 legionários são ordenados sacerdotes pelo núncio apostólico do México Sr. Exmo. Mons. Girolamo Prigione.
1997 No mês de outubro, abre-se um novo centro de estudos superiores dos legionários de Cristo, situado em Nova York, Estados Unidos.
Marcial Maciel é formalmente acusado de cometer abusos sexuais por vários membros da congregação e estudantes dos estabelecimentos da Legião, ainda que existissem queixas sobre o seu comportamento desde os anos 40.
Oito ex-seminaristas, observando o silêncio da Igreja sobre o assunto dos abusos de Maciel, publicaram num jornal dos EUA, o Hartford Courant, acusações contra o padre, alegando terem sido abusados sexualmente por ele durante os anos de 1940 a 1960, quando tinham idades compreendidas entre os 10 e 16 anos de idade. O líder que eles aprenderam a considerar como o epítome da santidade diria que tinha uma doença na virilha e havia recebido permissão papal para receber ajuda para as dores por meio de massagens. O grupo, que incluía acadêmicos respeitáveis e ex-padres, apresentou acusações formais no Vaticano em 1998, mas foi informado no ano seguinte que o caso havia sido arquivado pela Congregação para a Doutrina da Fé, então chefiada pelo cardeal Joseph Ratzinger, mais tarde Papa Bento XVI.
1998
19 de março. João Paulo II visita o centro de estudos superiores e o Ateneu Pontifício Regina Apostolorum dos legionários de Cristo em Roma.
30 de maio: 9.000 membros do Regnum Christi de diversos países atendem ao encontro com os movimentos eclesiais convocado pelo Santo Padre na Praça de São Pedro durante a vigília da festa de Pentecostes.
30 de outubro: A comunidade dos legionários de Roma se muda para sua nova sede em Via degli Aldobrandeschi.
1999
Outubro: Começam as classes nas novas instalações do Ateneu Pontifício Regina Apostolorum em Roma, com capacidade para 3.000 alunos.
29 de outubro: Na cidade de Atlanta, Estados Unidos, 10.000 membros do Regnum Christi assistem ao Encontro de Juventude e Família como preparação para o Grande Jubileu do ano 2000.
2000
1º de janeiro. Em março do Grande Jubileu do ano 2000, o Cardeal Lucas Moreira Neves, Prefeito da Congregação para os Bispos, confere a ordenação sacerdotal a 23 legionários de Cristo.
31 de dezembro: O Cardeal Ângelo Sodano, Secretário de Estado de Sua Santidade, abençoa as instalações do Ateneu Pontifício Regina Apostolorum.
2001
2 de janeiro: A véspera do 60° aniversário da fundação da Legião de Cristo, o Cardeal Darío Castrillón Hoyos, Prefeito da Congregação para o Clero, presidiu a ordenação sacerdotal de 37 legionários de Cristo.
3 de janeiro: Concelebração em ação de graças pelo 60° aniversário da fundação da Legião de Cristo. Participam 15.000 membros do Regnum Christi que se encontram em Roma para celebrar a festa.
4 de janeiro: O Papa João Paulo II recebe na Praça de São Pedro a todos os legionários e membros do Regnum Christi que se reuniram em Roma para celebrar o 60° aniversário da fundação da Legião de Cristo.
22 de dezembro: 44 legionários de Cristo recebem a ordenação sacerdotal das mãos do Cardeal Severino Poletto, arcebispo de Turín, na Basílica de Santa Maria Maior.
2005
Celebra-se o Terceiro Capítulo Geral Ordinário da Congregação. Marcial é reeleito Diretor Geral da Congregação, mas renuncia ao cargo por motivos de saúde e para estar presente no início do trabalho de seu sucessor.
Os padres capitulares elegem então, como novo Diretor Geral, o Padre Álvaro Corcuera.
2006 Em Maio de 2006, o Papa Bento XVI, após ter investigado através da Congregação para a Doutrina da Fé, as acusações de abusos sexuais feitas por ex-seminaristas contra Maciel, decidiu – levando em consideração tanto a idade avançada do Pe. Maciel como a sua frágil saúde – renunciar a um processo canônico e convidar o padre a uma vida reservada dita de "oração e penitência", renunciando a todo o ministério público. Ao mesmo tempo, o Vaticano afirmava que o trabalho da Legião de Cristo fora apreciado, "independentemente da pessoa do fundador". Num comunicado publicado no seu site logo após o anúncio do Vaticano, a Legião disse que Maciel havia declarado sua inocência, mas "seguindo o exemplo de Jesus Cristo, decidiu não se defender de forma alguma".
2008
30 de janeiro Morre nos EUA, aos 87 anos, Marcial Maciel, o fundador da congregação. Marcial Maciel nunca foi castigado, nem como predador sexual, nem sob qualquer outra das acusações contra ele; foi apenas afastado. Passou os últimos anos da sua vida sem arrependimento nem desculpas, numa luxuosa villa pertencente à Legião de Cristo, em Jacksonville, nos EUA. O anúncio oficial da sua morte foi feito pelo Padre Corcuera, que seria o seu sucessor á frente da Legião, que disse que M.Maciel fora para a "glória celeste".
2010
9 de julho  O Papa Bento XVI nomeia um Delegado Pontifício para conduzir a reforma da Congregação. [ligação inativa] Em 25 de Março de 2010, a direção da ordem Legionários de Cristo finalmente admitiu que Marcial Maciel abusou sexualmente de seminaristas. E pediu perdão àqueles "que tenham sido afetados, feridos ou escandalizados com as ações reprováveis do nosso fundador". O documento reconheceu outros fatos que tinham sido divulgados pela imprensa desde há muito: que Maciel teve uma filha em um longo relacionamento com uma mulher, e que "apareceram outras duas pessoas, irmãos entre si, que afirmam ser filhos dele, fruto de relação com outra mulher". O comunicado assinado pelo diretor-geral padre Álvaro Corcuera, entre outros integrantes da direção, resume a lista enorme de delitos de Maciel com a expressão de que há "outras condutas graves".
2011
Em fevereiro de 2011 é criada uma comissão especial encarregada de atender as vítimas do Pe. Marcial Maciel, acusado de atos de pederastia. O grupo, denominado “Comisión de Acercamiento”, é encarregado de escutar as pessoas e apresentar um informe detalhado sobre cada caso, para as decisões do Delegado Pontifício, Cardeal Velasio de Paolis.
2014 Em 06 de fevereiro o Vaticano confirma no cargo o novo Diretor Geral, Padre Eduardo Robles Gil Orvañanos. Ele foi eleito durante o Capítulo Geral Extraordinário da Legião de Cristo.
2020 A Legião passou por uma visita do Vaticano e um processo de renovação por meio de uma série de discussões em torno do carisma do movimento, o relacionamento da congregação com o movimento leigo e o lugar de ambos na Igreja. Toda a congregação revisou o documento constitucional sob a direção de um comitê central e apresentou uma versão final ao papa Francisco. Sob a orientação do cardeal Velasio De Paolis, a congregação anunciou o Capítulo Geral Extraordinário da ordem em Roma em janeiro de 2014, para uma "reestruturação total". Desculpas às vítimas foram emitidas e uma comissão de compensação foi estabelecida. Em 2019, novos estatutos foram adotados, introduzindo liderança colegial e vida comunitária mais transparente para evitar possíveis abusos no futuro.
Em um discurso dirigido aos Legionários durante o Capítulo Geral de 2020 e às Assembléias Gerais de Regnum Christi realizadas durante o mesmo período, o Papa Francisco reconheceu o progresso alcançado em seu renovado ditado: "As novas Constituições e os novos Estatutos são verdadeiramente 'novos, seja porque refletem um novo espírito e uma nova visão da vida religiosa, consistentes com o Concílio Vaticano II e com as direções da Santa Sé, seja porque são o produto de um esforço de três anos, no qual todas as suas comunidades foram envolvidos e que levou a uma mudança de mentalidade ".

#### Textos da Congregação Legião de Cristo e do MovimentoRegnum Christi
- Sítio oficial da Legião de Cristo
- Sítio oficial do Movimento Regnum Christi
- Congregação dos Legionários de Cristo. Comunicado sobre as atuais circunstâncias da Legião de Cristo e do Movimento Regnum Christi. Roma, 25 de março de 2010.

#### Textos da Santa Sé
- Papa João Paulo II. Homilia na santa missa para os membros da Congregação dos Legionários de Cristo. Roma, 28 de junho de 1979.
- Papa João Paulo II. Carta al padre Marcial Maciel Degollado, con motivo del 50 aniversario de su ordenación sacerdotal. Roma, 15 de noviembre de 1994. (em castelhano)
- Papa João Paulo II. Discurso aos Legionários de Cristo e aos membros do Movimento Regnum Christi. Roma, 4 de Janeiro de 2001.
- Papa João Paulo II. Carta Apostólica em forma de Motu Proprio de com a qual confia à Congregação dos Legionários de Cristo o cuidado e a gestão do Pontifício Instituto Notre Dame of Jerusalem Center na cidade de Jerusalém. Roma, 26 de Novembro de 2004.
- Papa João Paulo II. Discurso aos Legionários de Cristo e aos membros do Movimento Regnum Christi. Roma, 30 de novembro de 2004.
- Santa Sé. Comunicado sobre a Congregação dos Legionários de Cristo. Roma, 1º de maio de 2010.
- Santa Sé. Secretaria de Estado. Decreto sobre as modalidades de cumprimento do ofício do delegado pontifício para a Congregação dos Legionários de Cristo. Vaticano, 9 de julho de 2010. italiano português (tradução)